# Martin Leiner
Martin Leiner (* 30. November 1960 in Homburg) ist ein deutscher evangelischer Systematischer Theologe und Ethiker. Er hat den Lehrstuhl für Systematische Theologie und Ethik an der Friedrich-Schiller Universität (FSU) Jena inne und leitet seit seiner Gründung 2013 das Jena Center for Reconciliation Studies (JCRS) zur Konflikttransformations- und Versöhnungsforschung.

## Biographie
Nach dem abgeschlossenen Studium der Philosophie und Evangelischen Theologie an der Universität Tübingen, wurde Leiner von der Theologischen Fakultät der Universität Heidelberg 1994 mit einer Arbeit „Psychologie und Exegese. Grundfragen einer textpsychologischen Interpretation des Neuen Testaments“ promoviert. Die bei Gerd Theißen entstandene Arbeit entwickelt ein Modell der interdisziplinären Zusammenarbeit zwischen der historisch und literaturwissenschaftlich orientierten Neutestamentlichen Wissenschaft und der empirischen Psychologie der Gegenwart. 
1998 habilitierte Leiner an der Johannes Gutenberg-Universität Mainz mit einer Studie „Gottes Gegenwart. Die dialogische Philosophie Martin Bubers und der Ansatz der theologischen Rezeption bei Friedrich Gogarten und Emil Brunner“.
Leiner war von 1998 bis 2002 zuerst Assistenzprofessor, anschließend Professor für Systematische Theologie und Hermeneutik an der Université de Neuchâtel. 2002 wechselte er auf eine Professur für Systematische Theologie mit Schwerpunkt Ethik an der Universität Jena. Hier war er 2004 bis 2006 Prodekan und 2008 bis 2010 Dekan der Theologischen Fakultät.
Zwischen 2000 und 2002 hatte er die Präsidentschaft des Institute Romand de Systématique et d´Éthique (IRSE) in Genf inne und ist seit 2003 ebenso ein ständiges Mitglied im Vorstand des  Ethikzentrums an der Friedrich-Schiller-Universität Jena (FSU).

## Forschungsschwerpunkte
Leiner spezialisierte sich im Laufe seiner akademischen Laufbahn auf die Geschichte der Ethik, auf Medienethik und auf die Versöhnungsforschung. 
Seit 2013 ist Leiner Direktor des unter der Theologischen Fakultät der FSU Jena assoziierten Jena Center for Reconciliation Studies (JCRS). Dieses Forschungszentrum erarbeitet  theoretische Grundlagen zur transdisziplinären und komparatistischen internationalen Versöhnungsforschung sowie praktische Leitfäden zur Anwendung in Krisenregionen. Seit 2009 findet die Internationale Summer School Reihe „Societies in Transition. Between Conflict and Reconciliation“ unter Leitung von Martin Leiner und dem Team des JCRS statt.
Ein weltweites Presseecho erhielt das von Leiner geleitete DFG Projekt „Hearts of Flesh not Stone“, in dessen Rahmen im März 2014 die erste akademische Studienreise von Palästinensern aus der Westbank nach Auschwitz stattfand, welche vom palästinensischen Professor Mohammed Dajani geleitet wurde. Zeitgleich fand eine Reise von einer Gruppe israelischer Studierender an Orte des Leidens von Palästinensern in der Westbank und in Israel statt.
Leiner entwickelte in der Versöhnungsforschung die von ihm so genannte „Hölderlin-Perspektive“ nach der Aussage im Roman Hyperion, „Versöhnung ist mitten im Streit“. Die Hölderlin-Perspektive, benannt nach dem Dichter Friedrich Hölderlin, geht davon aus, dass Versöhnung nicht erst nach dem Ende von Konflikten beginnen kann, sondern bereits in ihrer Mitte beginnt und sich gegen die gewalttätigen Aspekte eines Konflikts durchsetzen muss. Konflikte werden als Teil des Lebens angesehen, die es nicht zu beseitigen, sondern für ein besseres Zusammenleben und für eine bessere Gerechtigkeit fruchtbar zu machen gilt.
Leiner ist Herausgeber der auf 7 Bände angelegten Reihe „Research in Peace and Reconciliation“ (RIPAR), welche Erkenntnisse zur Konflikt- und Versöhnungsforschung am Fallbeispiel verschiedener Krisenregionen der Welt publiziert und seit 2012 beim Verlag Vandenhoeck und Ruprecht erscheint.

## Schriftenauswahl

### Monographien (Auswahl)
- Methodischer Leitfaden systematische Theologie und Religionsphilosophie. UTB, 2008, ISBN 978-382-52315-0-7 und Vandenhoeck & Ruprecht, Göttingen 2008, ISBN 978-352-50362-4-2
- Gottes Gegenwart: Martin Bubers Philosophie des Dialogs und der Ansatz ihrer theologischen Rezeption bei Friedrich Gogarten und Emil Brunner. Kaiser, Gütersloher Verl.-Haus, Gütersloh 2000, ISBN 3-579-02666-6
- Psychologie und Exegese: Grundfragen einer textpsychologischen Exegese des Neuen Testaments. Kaiser, Gütersloher Verl.-Haus, Gütersloh 1995, ISBN 3-579-01839-6

### Herausgeberschaft (Auswahl)
- mit Maria Palme (Hrsg.) u. a.: Societies in Transition. Sub-Saharan Africa between Conflict and Reconciliation, Vandenhoeck & Ruprecht, Göttingen 2014, ISBN 978-3-525-56018-1
- mit Jürgen Boomgarten (Hrsg.): Kein Mensch, der Verantwortung entgehen könnte: Verantwortungsethik in theologischer, philosophischer und religionswissenschaftlicher Perspektive, Herder Verlag, Freiburg im Breisgau 2014, ISBN 3-451-33295-7
- mit Susann Flämig (Hrsg.): Societies in transition: Sub-Saharan Africa between conflict and reconciliation, Vandenhoeck & Ruprecht, Göttingen 2012, ISBN 3-525-56018-4
- mit Michael Trowitzsch (Hrsg.): Karl Barths Theologie als europäisches Ereignis, Vandenhoeck & Ruprecht, Göttingen 2008, ISBN 3-525-56964-5 und ISBN 978-3-525-56964-1
- mit Ruth Heß (Hrsg.): Alles in allem. Eschatologische Anstöße. J. Christine Janowski zum 60. Geburtstag. Neukirchener Verlag, Neukirchen-Vluyn 2005, ISBN 3-7887-2114-6.